# Annapolis (California)
Annapolis es un área no incorporada ubicada en el condado de Sonoma en el estado estadounidense de California.

## Geografía
Annapolis se encuentra ubicada en las coordenadas 38°43′19″N 123°22′11″O / 38.72194, -123.36972.